# Комалски слепи даждевњак
Комалски слепи даждевњак (лат. Eurycea tridentifera, енгл. Comal blind salamander) је водоземац из реда репатих водоземаца (Caudata) и породице безплућњака (Plethodontidae). 

## Опис
Комалски слепи даждевњак достиже дужину од 3,8 до 7,6 cm, тело му је витко и има спољашње шкрге, боја тела је прозирно ружичаста.

## Распрострањење
Ареал врсте је ограничен на једну државу. Америчка држава Тексас је једино познато природно станиште врсте. Област коју насељава се налази на тромеђи три тексашка округа Комал, Бер и Кендал.

## Станиште
Станишта врсте су слатководна подручја.

## Угроженост
Ова врста се сматра рањивом у погледу угрожености врсте од изумирања.